# Спицино (Первомайский район)
Спицино — деревня в Первомайском районе Ярославской области, входит в состав Кукобойского сельского поселения, относится к Новинковскому сельскому округу.

## География
Расположена на берегу речки Спица (приток Ухтомы) в 34 км на запад от центра поселения села Кукобой и в 64 км на северо-запад от райцентра посёлка Пречистое. 

## История
Близ деревни располагался погост Юркин, в котором существовала каменная церковь Благовещения Божией Матери с двумя престолами — Благовещения Божией Матери и св. Николая Чудотворца, построенная в 1809 году на средства прихожан. 
В конце XIX — начале XX века деревня входила в состав Тарасовской волости Пошехонского уезда Ярославской губернии.
С 1929 года деревня в составе Новинковского сельсовета Первомайского района, с 2005 года — в составе Кукобойского сельского поселения.

## Население
| 1859 | 1914 | 2002 | 2007 | 2010 |
| ---- | ---- | ---- | ---- | ---- |
| 41   | ↗97  | ↘9   | ↘3   | ↘1   |

## Достопримечательности
Близ деревни в урочище Юркино расположена недействующая Церковь Благовещения Пресвятой Богородицы (1809).